# Lu Lan
Lu Lan (chinesisch 卢兰, Pinyin Lú Lán; * 2. Mai 1987 in Changzhou, Volksrepublik China) ist eine chinesische Badmintonspielerin.
Der erste internationale Erfolg gelang ihr 2004 bei den Polish Open. 2006 gewann sie die deutlich höher einzustufenden Korea Open und beendete das Jahr auf Position 6 der BWF-Weltrangliste. Ein Jahr später gelangen ihr mehrere Finalteilnahmen, so bei den Indonesia Open, Swiss Open und den Korea Open. Bei den Asienmeisterschaften 2007 wurde sie ebenfalls Zweite. Bei der WM 2007 stand sie im Halbfinale. Im Viertelfinale schaltete sie die letzte deutsche Starterin Xu Huaiwen in drei Sätzen aus.